# Апанасенко Йосип Родіонович
Йо́сип Родіо́нович Апана́сенко (3 (15) квітня 1890, с. Митрофановське, нині с. Апанасенковське Апанасенковського району Ставропольського краю Росії — 5 серпня 1943, під Бєлгородом) — радянський військовий діяч. Генерал армії (1941). Кандидат у члени ЦК ВКП(б) у 1941—1943 роках.

## Життєпис
Син селянина українського походження. Українець. Учасник Першої світової війни, прапорщик. Наприкінці 1917 року — голова ради та військово-революційного комітету села Митрофановське. Сформував партизанський загін у Ставропольській губернії. 1918 вступив у РКП(б) і Червону армію.
Протягом 1918—1919 років командував бригадою, дивізією. У 1919—1920 роках командував 6-ю кавалерійською дивізією в складі 1-ї Кінної армії.
Закінчив військово-академічні курси (1923), курси удосконалення вищого командного складу (1928) та Військову академію імені Михайла Фрунзе (1932).
Командував кавалерійською дивізією і корпусом. У 1935—1937 роках — заступник командувача військами Білоруського військового округу. З лютого 1938 — командувач військами Середньоазіатського військового округу, З січня 1941 року командувач Далекосхідного фронту. Від 1943 року — заступник командувача Воронезького фронту. У боях під Бєлгородом смертельно поранено. Помер від ран. Поховано в Бєлгороді.

## Нагороди
Нагороджено орденом Леніна, трьома орденами Червоного Прапора та медалями.

## Увічнення пам'яті
У Бєлгороді та Ставрополі встановлено пам'ятники.

## Електронні джерела
- Апанасенко Илсиф Родионович [Архівовано 27 квітня 2007 у Wayback Machine.]